# Chrysobothris edwardsii
Chrysobothris edwardsii es una especie de escarabajo del género Chrysobothris, familia Buprestidae. Fue descrita científicamente por Horn en 1886.
Se encuentra en América del Norte y Central.